# Dyschoriste thunbergiiflora
Dyschoriste thunbergiiflora là một loài thực vật có hoa trong họ Ô rô. Loài này được (S.Moore) Lindau mô tả khoa học đầu tiên năm 1895.